# Rhizocarpon destructans
Rhizocarpon destructans är en lavart som beskrevs av Alstrup in Alstrup och Hawksworth. Rhizocarpon destructans ingår i släktet Rhizocarpon, och familjen Rhizocarpaceae. Arten är reproducerande i Sverige.